# Cratere Mera
Mera è un cratere sulla superficie di Callisto.